# ماریا ده خسوس کاستیو
ماریا ده خسوس کاستیو (اسپانیایی: María de Jesús Castillo‎؛ زادهٔ ۶ ژوئیهٔ ۱۹۸۳) بازیکن فوتبال زن اهل مکزیک است.
وی همچنین در تیم ملی فوتبال زنان مکزیک بازی کرده‌است.